# کول‌تپه ۲
کول تپه ۲ مربوط به سده‌های میانه دوران‌های تاریخی پس از اسلام است و در شهرستان میانه، بخش مرکزی، دهستان کله بوز شرقی، ۱/۵ کیلومتری جنوب روستای اکرم‌آباد واقع شده و این اثر در تاریخ ۲۸ اسفند ۱۳۸۵ با شمارهٔ ثبت ۱۸۸۸۱ به‌عنوان یکی از آثار ملی ایران به ثبت رسیده است.